# Achtuba
Die Achtuba (russisch А́хтуба von kasachisch Ак-тюбе für „Weiße Hügel“) ist ein etwa 537 km langer linker Seitenarm der Wolga in deren Unterlauf im Süden Russlands.

## Verlauf
Die Achtuba zweigt bei Wolschski linksseitig von der Wolga ab und verläuft (nordöstlich) parallel zum Hauptfluss, bevor sie bei Wolodarski in den Busan, einem weiteren Mündungsarm der Wolga, mündet, der zum Kaspischen Meer führt. Die Achtuba ist Teil des Wolgadeltas, von dem Großteile unter Naturschutz stehen. Die größte Stadt an der Achtuba ist Wolschski.